# ORG-25935
ORG-25935或称为SCH-900435是一种含氮有机化合物，化学式C
21H
25NO
3，由美国欧加农（Organon & Co.）制药公司研发，可作为甘氨酸转运蛋白GlyT-1的选择性抑制剂。